# Medley Ridge
Medley Ridge ist ein felsiger Gebirgskamm im ostantarktischen Viktorialand. In der Asgard Range erstreckt er sich vom Mount Fleming in nordöstlicher Richtung bis zur Südflanke des Oberen Wright-Gletschers.
Das Advisory Committee on Antarctic Names benannte ihn 2004 nach David Medley, Mechaniker für Hubschrauber in acht aufeinanderfolgenden Kampagnen des United States Antarctic Program zwischen 1996 und 1997.